# Stara Dąbrowa (powiat wolsztyński)
Stara Dąbrowa (pol. hist. Pólko lub Dąbrówka)  – wieś w Polsce położona w województwie wielkopolskim, w powiecie wolsztyńskim, w gminie Wolsztyn.

## Historia
Miejscowość pierwotnie związana była z Wielkopolską. Istnieje co najmniej od końca XVI wieku. Według ustaleń historyków w miejscu obecnych miejscowości Stara i Nowa Dąbrowa leżała wcześniejsza osada o nazwie Pólko, która nazywana była także Dąbrówką. Wymieniona została w zapisie z 1599 jako „Polko” oraz w 1634 „Dambrówka sive Polko”.
Miejscowość pierwotnie znajdowała się w  Wielkopolsce i była własnością szlachecką, należącą do lokalnej szlachty wielkopolskiej z rodu Kurnatowskich. W XVI wieku wieś znajdowała się w powiecie poznańskim Korony Królestwa Polskiego.
W latach 1590-1634 źródła notują właściciela miejscowości Dobrogosta Kurnatowskiego. W 1590 Dobrogost posiadał opustoszałą wieś zwaną Dąbrówka. Jeszcze w 1640 wieś ta zwana była „Pólko czyli Dąbrówka”. Natomiast w latach 1673-1784 wymieniany jest wyłącznie folwark Pólko.
Do czasu rozbiorów wieś leżała w Rzeczypospolitej Obojga Narodów. Wskutek II rozbioru Polski w 1793, miejscowość przeszła pod władanie Prus i jak cała Wielkopolska znalazła się w zaborze pruskim.Wieś rycerska, własność hrabiny Marii Kurnatowskiej, położona była w 1909 roku w powiecie babimojskim rejencji poznańskiej w Wielkim Księstwie Poznańskim.
W latach 1975–1998 miejscowość położona była w województwie zielonogórskim.
W Starej Dąbrowie urodziły się siostry Aniela Tułodziecka, działaczka społeczna i oświatowa, wieloletnia przewodnicząca Towarzystwa „Warta” oraz Zofia, twórczyni pierwszego związku zawodowego kobiet w Polsce. Ich ojciec Antoni był wówczas dzierżawcą wsi.